# 香川県信用農業協同組合連合会
香川県信用農業協同組合連合会（かがわけんしんようのうぎょうきょうどうくみあいれんごうかい）は、香川県高松市に本所を置く、金融機関。

## 概要
香川県内の農業協同組合の信用事業を統括する県域農協系金融機関であり、県内農業協同組合を会員とする。
香川県は全県単一農協の香川県農業協同組合となったが、先に単一農協となった奈良県や沖縄県のケースと異なり、信連の統合は行われなかった。通称は「JA香川信連」または「JAバンク香川」。
統一金融機関コードは3037。主に法人顧客を中心としており、個人取引は殆どない。県内の大型商業施設にある、他金融機関管理の共同ATMには香川信連の管轄のものがある。

## 沿革
- 1948年8月11日 - 設立。

## 店舗所在地
- 本所（100）/ 香川県高松市寿町一丁目3番6号